# 金志垣
金志垣（KIM Ji Won，1995年2月26日—），韓国女子羽毛球運動員。

## 簡歷
2013年10月，金志垣代表國家隊參加在天津市舉行的東亞運動會羽毛球比賽，與蔡侑玎合作贏得女子雙打項目季軍。

## 主要比賽成績
只列出曾進入準決賽的國際賽事成績：
| 年份   | 賽事                 | 公開賽級別 | 項目     | 搭檔   | 成績   |
| ------ | -------------------- | ---------- | -------- | ------ | ------ |
| 2012年 | 亞洲青年羽毛球錦標賽 | 其他       | 混合團體 | －     | 準決賽 |
| 2012年 | 世界青年羽毛球錦標賽 | 其他       | 混合團體 | －     | 季軍   |
| 2013年 | 亞洲青年羽毛球錦標賽 | 其他       | 混合團體 | －     | 亞軍   |
| 2013年 | 亞洲青年羽毛球錦標賽 | 其他       | 女子雙打 | 蔡侑玎 | 準決賽 |
| 2013年 | 亞洲青年羽毛球錦標賽 | 其他       | 混合雙打 | 金鄭護 | 準決賽 |
| 2013年 | 東亞運動會羽毛球比賽 | 其他       | 女子雙打 | 蔡侑玎 | 銅牌   |
| 2013年 | 世界青年羽毛球錦標賽 | 其他       | 混合團體 | －     | 冠軍   |
| 2013年 | 世界青年羽毛球錦標賽 | 其他       | 女子雙打 | 蔡侑玎 | 冠軍   |
| 2013年 | 韓國羽毛球黃金大獎賽 | 黃金大獎賽 | 女子雙打 | 蔡侑玎 | 準決賽 |
| 2015年 | 泰國羽毛球國際挑戰賽 | 國際挑戰賽 | 女子雙打 | 蔡侑玎 | 亞軍   |
| 2015年 | 馬來西亞羽毛球大師賽 | 黃金大獎賽 | 女子雙打 | 蔡侑玎 | 準決賽 |

| 2007-2017年 | 首要超級賽 | 超級賽 | 黃金大獎賽 | 大獎賽 | 國際挑戰賽 | 國際系列賽 | 未來系列賽 | 其他 |

| 2018-2026年 | 總決賽 | 超級1000賽 | 超級750賽 | 超級500賽 | 超級300賽 | 超級100賽 | 國際挑戰賽 | 國際系列賽 | 未來系列賽 | 其他 |